# 11280 Sakurai
11280 Sakurai è un asteroide della fascia principale. Scoperto nel 1989, presenta un'orbita caratterizzata da un semiasse maggiore pari a 2,2716276 UA e da un'eccentricità di 0,2229915, inclinata di 4,91981° rispetto all'eclittica.
L'asteroide ha preso il nome dall'astrofilo giapponese Yukio Sakurai.